# Daniel Moyne
Pour les articles homonymes, voir Moyne.
Daniel Moyne est un auteur-compositeur, producteur et réalisateur artistique français.
En 2021, de nombreuses enquêtes pour « viols sur mineurs » sont ouvertes contre lui et son conjoint Gérard Louvin,.

## Biographie
En 1973, Daniel Moyne fait ses débuts dans le monde artistique en devenant l'assistant directeur artistique de Claude François. A la demande du chanteur, il fait ses premiers pas dans le journalisme pour ses parutions (le magazine Podium). Quelque temps après, il devient rédacteur en chef adjoint au sein du groupe Filipacchi pendant douze années.
Au début des années 1980, son partenaire Gérard Louvin créé la société de production GLEM. Daniel Moyne le rejoint et devient producteur de disques et d'émissions de télévision. Il produit la chanson N'importe quoi, morceau qui a fait connaître Florent Pagny.
Il est également PDG du label de musique Baxter.
En 2001, il produit la comédie musicale Roméo et Juliette, de la haine à l'amour, par la suite, il produit d'autres comédies musicales en 2003 comme Les Demoiselles de Rochefort avec notamment Mélanie Cohl et la première comédie musicale juke-box française : Belles belles belles qui rend hommage à son premier interprète, Claude François.
Il écrit le titre Que reste-t-il enregistré par Jenifer qui parait sur son album homonyme en 2002.
Depuis 2009, il participe aux trois albums studios d'Amaury Vassili. En 2011, il compose avec Quentin Bachelet, la chanson Sognu sur des paroles de Jean-Pierre Marcellesi et Julie Miller. Elle est interprétée par Amaury Vassili, représentant de la France au Concours Eurovision de la chanson 2011. Malgré un résultat moyen (15e sur 25 pays), Daniel Moyne, Quentin Bachelet, Jean-Pierre Marcellesi et Julie Miller ont remporté, en marge du concours, le prix Marcel-Bezençon de la meilleure composition pour ce titre.

## Affaires Judiciaires

### Accusations de viol sur un enfant de 10 ans
En 2014, alors que la brigade de protection des mineurs reçoit un signalement concernant le fils adoptif de Daniel Moyne et Gérard Louvin, le neveu de ce dernier met en cause son oncle et Daniel Moyne. Après un interrogatoire, la procédure est finalement classée sans suite, le 5 septembre 2016, pour cause de prescription,.

### Accusations de viol sur mineur de moins de 15 ans
En janvier 2021, Olivier A., le fils de la sœur de Gérard Louvin décide de porter plainte pour « viols sur mineur de moins de 15 ans par ascendant », « complicité de viols sur mineur de moins de 15 ans par ascendant » et « corruption de mineur », dénonçant ainsi des faits qui auraient été commis de 1986 à 1990 par Daniel Moyne, avec la complicité de Gérard Louvin, lorsqu'il avait entre 10 et 14 ans.
C'est dans un entretien accordé au Monde, que Olivier A. donne des détails sur l'affaire. Il indique « avoir été victime de nombreux actes d’agression sexuelle qui se sont aggravés jusqu’à l’âge de 14 ans ». Il a d'abord « été victime de caresses et de masturbations. Puis, il aurait été victime d’abus plus graves puisqu’il affirme avoir été obligé de pratiquer des fellations sur la personne de Daniel Moyne et cela ira jusqu'à des sodomies ».
Les deux hommes incriminés ont réagi par la voix de leurs avocats respectifs. Me Ayela, avocat de Gérard Louvin, déclare que selon lui, son client est victime d'un « chantage permanent à l'argent de la part d'Olivier, parce qu'il pense que Gérard est très riche, donc il lui demande de l'argent sous peine de déposer plainte [...] Gérard conteste avoir par passivité ou complicité laissé faire quoi que ce soit, et encore moins avoir encouragé quoi que ce soit ». Me Bekerman, avocate de Daniel Moyne, déclare de son côté : « L'affaire Duhamel a libéré la parole des victimes d'inceste, c'est une aubaine, mais ces affaires très graves ne doivent pas devenir des prétextes à des extorsions de fonds ».
Ces révélations ont provoqué un véritable séisme médiatique et secoué le monde du showbiz français.

### Autres accusations d'agression sexuelles
Le 9 février 2021, le journal Le Monde annonce quatre nouvelles plaintes contre le couple de producteurs Louvin-Moyne, pour viols et agressions sexuelles.
En août 2021, le parquet de Paris ouvre une nouvelle enquête préliminaire à l’encontre de Daniel Moyne et de Gérard Louvin son conjoint, à la suite du témoignage d’un couple qui a longtemps résidé à Rio de Janeiro et qui affirme avoir été informé par l’animateur Julien Courbet que les deux hommes se seraient livrés là-bas à du tourisme sexuel. Gérard Louvin et Daniel Moyne nient ces allégations, tout comme Julien Courbet ,.

## Vie privée
Daniel Moyne est marié au producteur Gérard Louvin,.

## Classement des titres classés
| 1997 | Te garder près de moi (Alliage et Boyzone)                   | 3  | 3  | — | —  | —  |
| 1998 | Cruel Summer (Alliage et Ace of Base)                        | 24 | —  | — | —  | —  |
| 1998 | Je sais (Alliage)                                            | 22 | 27 | — | —  | —  |
| 1999 | Il suffira (Larusso)                                         | 22 | 22 | — | —  | —  |
| 2000 | Aimer (Damien Sargue et Cécilia Cara)                        | 2  | 2  | — | 46 | —  |
| 2000 | Ne me jugez pas (Sawt el Atlas)                              | 6  | 11 | — | —  | —  |
| 2000 | Les Rois du monde (d'Avilla, Sargue, Baquet)                 | 1  | 1  | — | 9  | 71 |
| 2000 | Vérone (Frédéric Charter et la troupe)                       | 8  | 16 | — | —  | —  |
| 2001 | On dit dans la rue (d'Avilla, Sargue, Baquet)                | 21 | 32 | — | —  | —  |
| 2001 | Avoir une fille (Sébastien El Chato)                         | 12 | 15 | — | —  | —  |
| 2002 | Comment lui dire (Grégori Baquet)                            | 20 | 31 | — | —  | —  |
| 2002 | Donne-moi (Baquet)                                           | 40 | —  | — | —  | —  |
| 2003 | Ma seule chanson d'amour (Florent Neuray et Frédérica Sorel) | 33 | —  | — | —  | —  |
| 2003 | Le dernier reflet (Cara)                                     | 58 | —  | — | —  | —  |
| 2003 | Chanson des Jumelles (Mélanie Cohl et Frédérica Sorel)       | 24 | 30 | — | —  | —  |
| 2011 | Sognu (Amaury Vassili)                                       | 33 | —  | — | —  | —  |